# 2023年柬埔寨大选
2023年柬埔寨大选于2023年7月23日举行，是柬埔寨自1993年恢复民主选举以来的第七届国民议会选举。最终执政党柬埔寨人民党再度拿下议会120席，再度拿下五年總理任期。大選結束後，柬埔寨總理洪森宣布放棄連任總理並交棒給長子洪玛奈。

## 选举背景
在柬埔寨人民党第43届党代表大会上，洪森获支持担任该党的总理候选人。与此同时，人民党中央委员会一致同意洪森之子洪玛奈担任再下一届的总理候选人。洪森公开表示会在2028年大选前担任总理，但大选前的五年任期不会与儿子进行权力交接。尽管人民党政府存在较多缺点，尤其是在2021年COVID-19疫情大规模爆发期间，其防疫措施还是受到广泛表扬。而政府的疫苗接种计划也有不错进展，截至2022年1月，超过八成的柬埔寨国民已全程接种疫苗。与此同时，前柬埔寨救国党（已解散）主席根索卡与桑蘭西两派之间的矛盾白热化，无法团结形成反对人民党的统一力量。
在2022年柬埔寨鄉分區理事會選舉中，人民党遭遇了滑铁卢，为2023年大选埋下不好的兆头。根据乡长选举结果，人民党内部预计来年选举人民党会取得104席（得票率83.2%），其余21席由燭光黨掌握。不过事后人民党发言人索伊桑（Sok Eysan）澄清党的目标是取得90%的票数，也就是议会120席。2023年5月15日，柬埔寨国家选举委员会正式拒绝烛光党登记注册，理由是该党少提交了一份文件，因此烛光党将无法参加2023年的选举；烛光党表示会上诉。

## 结果
| 政党                           | 政党                 | 票数      | %      | 席数 | +/–    |
| ------------------------------ | -------------------- | --------- | ------ | ---- | ------ |
|                                | 柬埔寨人民黨         | 6,398,193 | 82.30  | 120  | -5     |
|                                | 奉辛比克黨           | 716,443   | 9.22   | 5    | +5     |
|                                | 高棉民族统一党       | 134,285   | 1.73   | 0    | 0      |
|                                | 柬埔寨青年党         | 97,413    | 1.25   | 0    | 0      |
|                                | 達摩民主黨           | 84,029    | 1.08   | 0    | 0      |
|                                | 柬埔寨土著民族民主党 | 52,821    | 0.68   | 0    | 0      |
|                                | 高棉反贫困党         | 40,091    | 0.52   | 0    | 0      |
|                                | 高棉统一党           | 36,525    | 0.47   | 0    | 0      |
|                                | 草根民主党           | 35,413    | 0.46   | 0    | 0      |
|                                | 高棉经济发展党       | 26,095    | 0.34   | 0    | 0      |
|                                | 高棉民族统一党       | 25,258    | 0.32   | 0    | 新成立 |
|                                | 柬埔寨民族党         | 23,197    | 0.30   | 0    | 0      |
|                                | 女性救女性党         | 22,841    | 0.29   | 0    | 新成立 |
|                                | 高棉保守党           | 20,969    | 0.27   | 0    | 新成立 |
|                                | 蜂巢社會民主黨       | 20,210    | 0.26   | 0    | 0      |
|                                | 人民目的党           | 13,837    | 0.18   | 0    | 新成立 |
|                                | 民主力量党           | 13,704    | 0.18   | 0    | 新成立 |
|                                | 农民党               | 12,787    | 0.16   | 0    | 新成立 |
| 总共                           | 总共                 | 7,774,111 | 100.00 | 125  | 0      |
|                                |                      |           |        |      |        |
| 有效票数                       | 有效票数             | 7,774,111 | 94.64  |      |        |
| 无效及空白票数                 | 无效及空白票数       | 440,116   | 5.36   |      |        |
| 总票数                         | 总票数               | 8,214,227 | 100.00 |      |        |
| 已登记选民／投票率             | 已登记选民／投票率   | 9,710,655 | 84.59  |      |        |
| 资料来源：EAC News（初步点票） |                      |           |        |      |        |

## 后续

### 各界反應
高棉民族统一党副主席彭贺里在Facebook发文宣布败选：“根据国家选举委员会发布的2023年第七届国民大会初步结果，高棉民族统一党未能在国民大会取得议席。所有在2023年7月23日去投票的柬埔寨民众，谢谢你们大家。高棉民族统一党会继续在政治领域努力奋斗，以柬埔寨及柬埔寨人民的事业为首要任务。”取得5个席位的奉辛比克黨党主席诺罗敦·夏卡武发文表示：“我非常高兴，感谢所有在2023年7月23日投票给奉辛比克黨的兄弟姐妹、党员们的鼎力支持。”获提名为下届总理选举候选人的洪森之子洪玛奈表示：“柬埔寨人民通过投票明确表达了自己的意愿，投票率非常高（超过84%），绝大多数人向柬埔寨人民党表达支持。在此，我想和柬埔寨人民说两个词，一是感谢，感谢选择投票，尤其是对人民党展现出热爱和信任的人们；二是承诺，我党今后会继续更好地为柬埔寨和柬埔寨人民服务。”人民党发言人索伊桑告诉美联社记者：“虽然我还没有接到席次分配结果，但我可以说执政党柬埔寨人民党取得了压倒性胜利。”
中华人民共和国主席习近平、国务院总理李强分别向洪森致贺电。但美国国务院在声明中表示“7月23日举行的柬埔寨大选既不自由，也不公正”，对此表示担忧。声明不忘提到美国还在对“破坏民主”的人士实行出行限制及制裁，对柬埔寨的武器禁运也在进行中，两国的部分援助计划仍暂停。联合国人权事务高级专员蒂尔克对柬埔寨大选表示遗憾，他指出，此次选举在一个极为受限的环境下进行，严重影响了柬埔寨人民全面平等地参与选举过程的权利。

### 總理產生
洪森于7月26日宣布，他将在未来几周内辞去柬埔寨首相职务，并将权力移交给长子洪玛奈。洪森也表示，他打算繼續擔任黨主席和國會議員，並在2024年柬埔寨參議院選舉後被任命為國王最高樞密院主席以及參議院議長。8月3日，洪森進一步表示，如果洪玛奈今後出現生命危險，他將重返首相職位，以挽救國家免於陷入無政府狀態，並確保柬埔寨人民的福祉。8月7日，國王諾羅敦·西哈莫尼任命洪馬奈為柬埔寨首相。8月22日，國民議會對新政府進行信任投票，洪馬奈獲得國會同意並正式宣誓就職。結束洪森自1985年1月14日開始，38年7個月又8天的總理任期。